# Ptilidium pulcherrimum
Ptilidium pulcherrimum là một loài rêu tản trong họ Ptilidiaceae. Loài này được (Weber) Hampe miêu tả khoa học lần đầu tiên năm 1836.

## Hình ảnh

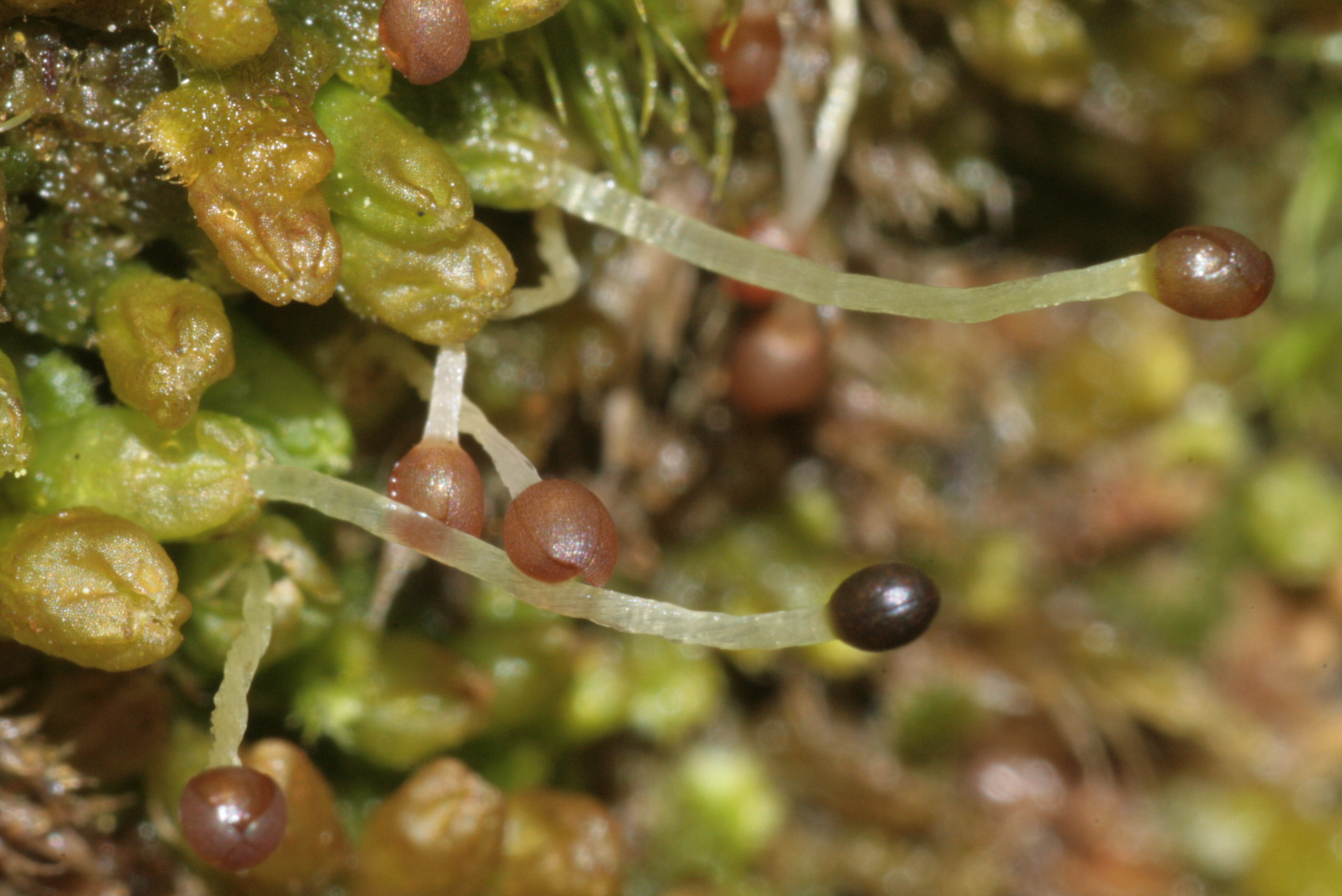
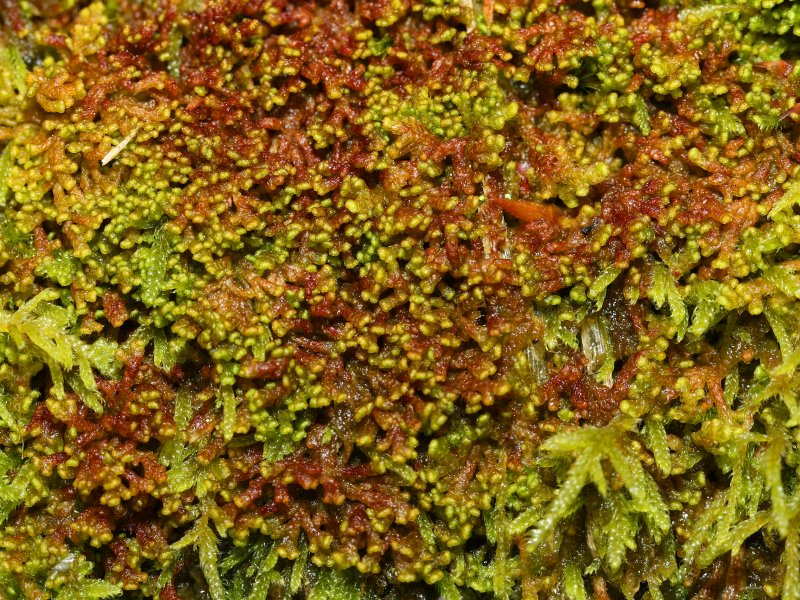
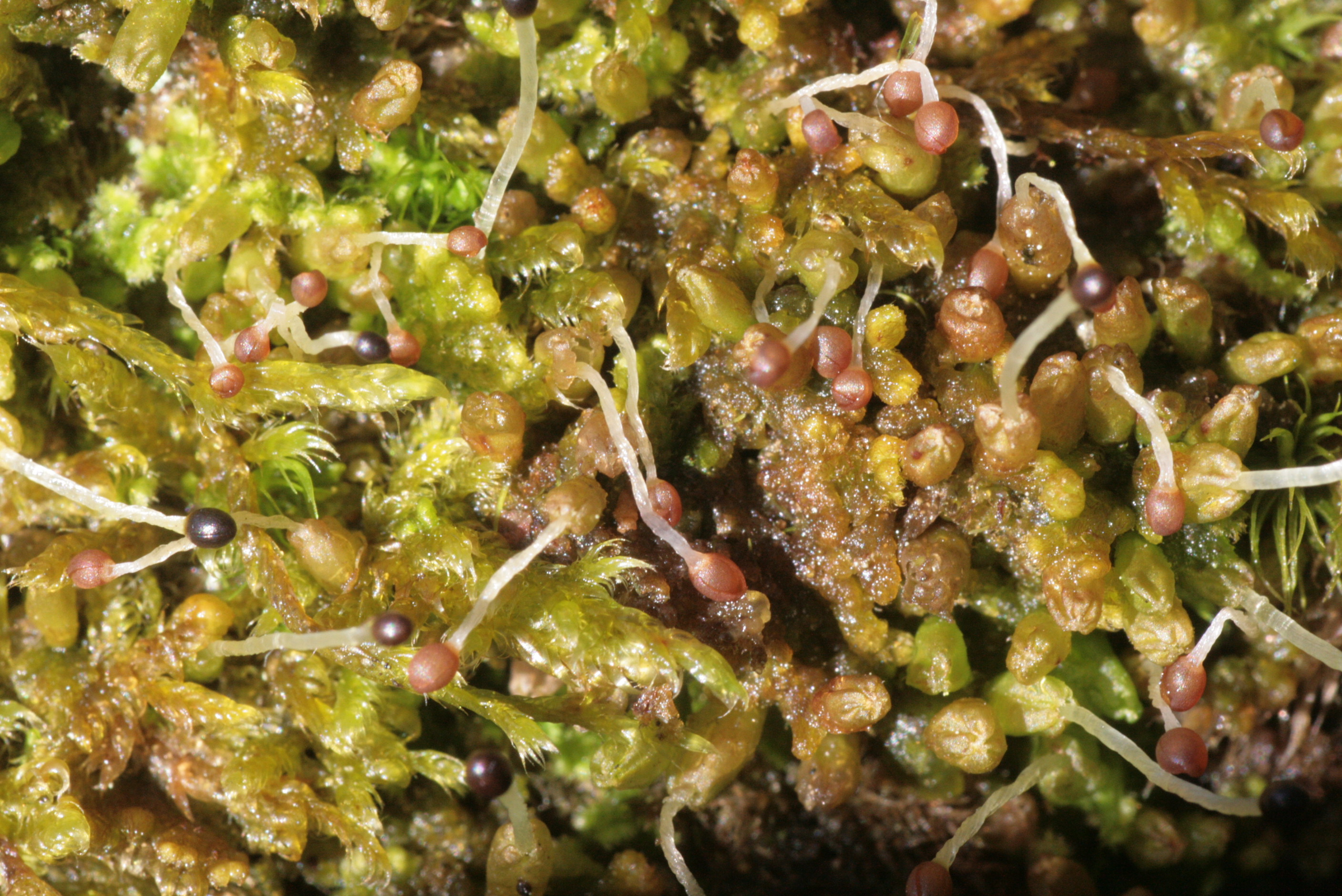
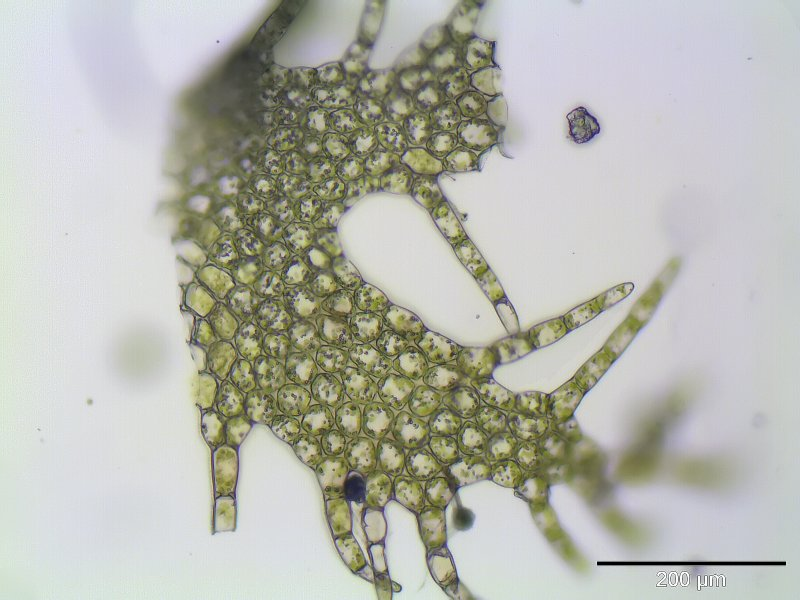